# Rudy York
Preston Rudolph York (17 de agosto de 1913 – 5 de fevereiro de 1970) foi um jogador profissional e treinador de beisebol. Jogou a maioria de sua carreira de 13 temporadas da Major League Baseball pelo Detroit Tigers (1934, 1937–45), Boston Red Sox (1946–47), Chicago White Sox (1947) e Philadelphia Athletics (1948), principalmente como primeira base. York nasceu em Ragland, Alabama.